# Juliana Dias da Costa
Dona Juliana Dias da Costa (1658–1733) va ser una dona d'origen portuguès de Kochi que fou portada a la cort d'Aurangzeb de l'Imperi Mogol a l'Hindustan. Es va convertir en la favorita de l'harem de l'emperador mogol de l'Índia Bahadur Xah I, fill d'Aurangzeb, que fou coronat com a monarca l'any 1707.

## Biografia
Juliana Dias da Costa era filla del metge portuguès Agostinho de Dias Costa. Hi ha hagut històries contradictòries sobre els seus primers anys de vida. Segons una versió, la seva família va fugir de la conquesta holandesa de la portuguesa Kochi (Cochim). Segons un altre, van ser presos com a esclaus quan l'emperador mogol va destruir l'assentament portuguès de Hooghly. El seu pare va exercir de metge a la cort mogol de Delhi, ja fos com a esclau o com a home lliure. En qualsevol cas, se sap que la mare de Juliana era esclava. La pròpia Juliana va néixer a Delhi.
Juliana Dias da Costa va entrar l'harem Mughal servint a la família (esposa i mare) del llavors príncep Shah’Alam. Va continuar fent-ho després que el príncep caigués en desgràcia al seu pare i l'acompanyés a l'exili. Va ser recompensada quan Shah’Alam es va convertir en emperador (xah) Bahadur I a la mort del seu pare i la seva influència a la cort es va incrementar, tot i que va romandre catòlica en un estat musulmà. Es diu que va muntar sobre un elefant de guerra al costat de Bahadur Shah durant les seves batalles per defensar la seva autoritat, i fins i tot després de la seva mort va continuar sent molt considerada, encara que amb menys influència.
Durant el seu període d'influència més forta, mentre Bahadur Shah I encara era viu, va ser buscada amb freqüència per potències europees com els holandesos, portuguesos, britànics i els representants del Papa. Va proporcionar molta ajuda a la Companyia de Jesús, incloent-hi el missioner jesuïta italià Ippolito Desideri (1684-1733) en la seva missió d'evangelitzar el Tibet. En reconeixement de les seves moltes contribucions i serveis als jesuïtes, va ser reconeguda com a patrona de la Societat.